# Rata de Nova Zelanda
La rata de Nova Zelanda (Kathetostoma giganteum) és una espècie de peix pertanyent a la família dels uranoscòpids.

## Descripció
- Pot arribar a fer 90 cm de llargària màxima (normalment, en fa 46).
- De color bru amb línies longitudinals més o menys marcades. El ventre és blanc i les aletes ventrals i pectorals rosades.
- Cap gros cuboide i proveït d'espines.
- Ulls petits i situats a la cara superior del cap.
- Boca ampla i oberta cap a dalt.[2][3][4][5]

## Hàbitat
És un peix marí, demersal i de clima temperat (34°S-52°S) que viu entre 30 i 600 m de fondària.

## Distribució geogràfica
Es troba al Pacífic sud-occidental: és un endemisme de Nova Zelanda.

## Longevitat
La seua esperança de vida és de 20 anys.

## Costums
És d'hàbits bentònics i viu normalment colgat a la sorra.

## Ús comercial
Es comercialitza fresc i congelat per a ésser cuinat al vapor o rostit a la graella o al forn.

## Observacions
És inofensiu per als humans.